# Cobertura forestal

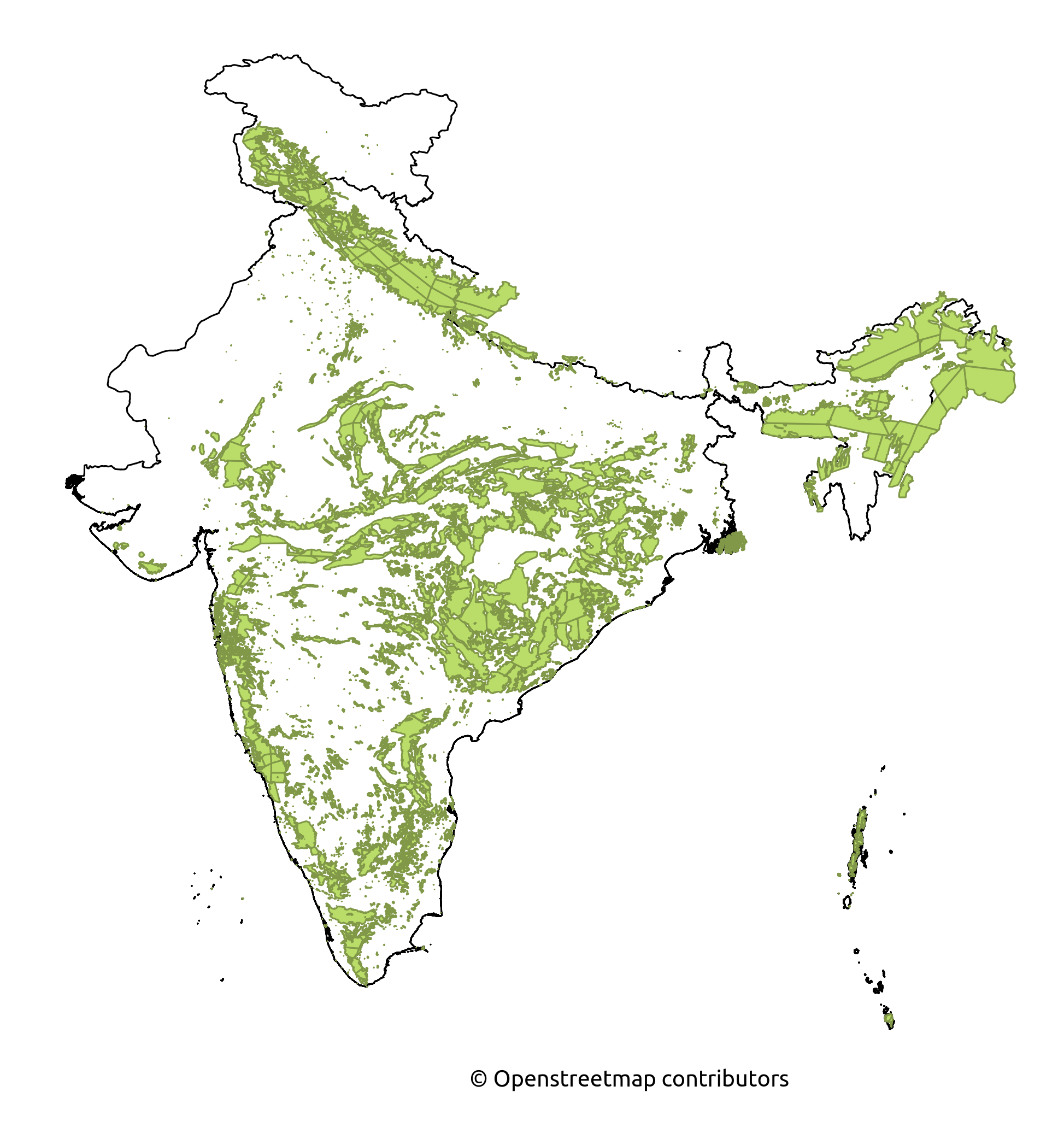
Mapa de OpenStreetMap de la cobertura forestal en India en febrero de 2015

La cobertura forestal en general se refiere al área de tierra relativa (en porcentaje) o efectiva (en kilómetros cuadrados o millas cuadradas ) que está cubierta por bosques.
Según la Organización de las Naciones Unidas para la Agricultura y la Alimentación, un bosque se define como una tierra que abarca más de 0,5 hectáreas con árboles de más de 5 metros y una cubierta de dosel de más del 10 por ciento, o árboles capaces de alcanzar estos umbrales in situ. No incluye la tierra que es predominantemente de uso agrícola o urbano.

La cobertura forestal es una categoría de cobertura terrestre. La cobertura del suelo son las características físicas observadas, tanto naturales como artificiales, que ocupan la superficie inmediata de la tierra ... la cobertura forestal se define como un 25% o más de cierre del dosel en la escala de píxeles Landsat (30 m × 30 m resolución espacial) para árboles >5 m de altura
Hansen et al., 2010

La cobertura forestal global, por crucial que sea para la salud del suelo, el ciclo del agua, el clima y la calidad del aire, está gravemente amenazada por la deforestación, como consecuencia directa de la agricultura, el pastoreo y la minería. La cobertura forestal puede aumentarse mediante esfuerzos de reforestación y forestación, pero es prácticamente imposible restaurar la gama completa de servicios ecológicos una vez que los bosques naturales se convierten a otros usos de la tierra.
Desde el inicio de la agricultura (hace unos 12.000 años), la cantidad de árboles en todo el mundo se ha reducido en un 46%, según una investigación publicada en 2018.
La cobertura forestal mundial ahora se ha estimado en solo 31% o 40 millones de km² en 2006, con pérdidas de 12 años (2000-2012) que ascienden a 2,3 millones de km², y la reforestación gana alrededor de 0,8 millones de km². Según la Evaluación de los recursos forestales mundiales 2020 de la FAO, el mundo tiene una superficie forestal total de 4.060 millones de hectáreas, lo que equivale al 31 por ciento de la superficie terrestre total.
Más de la mitad de los bosques del mundo se encuentran en solo cinco países (Brasil, Canadá, China, Federación Rusa y Estados Unidos).
La mayor parte del bosque (45 por ciento) se encuentra en el dominio tropical, seguido por los dominios boreal, templado y subtropical. Estos dominios se dividen a su vez en zonas ecológicas globales terrestres, 20 de las cuales contienen algo de cubierta forestal. Casi la mitad del área forestal (49 por ciento) está relativamente intacta, mientras que el 9 por ciento se encuentra en fragmentos con poca o ninguna conectividad. Las selvas tropicales y los bosques de coníferas boreales son los menos fragmentados, mientras que los bosques secos subtropicales y los bosques oceánicos templados se encuentran entre los más fragmentados. Aproximadamente el 80 por ciento de la superficie forestal del mundo se encuentra en parcelas de más de 1 millón de hectáreas. El 20 por ciento restante se encuentra en más de 34 millones de parches en todo el mundo, la gran mayoría de menos de 1000 hectáreas.
El stock total de árboles en crecimiento en el mundo disminuyó ligeramente, de 560 mil millones de m³ en 1990 a 557 mil millones de m³ en 2020, debido a una disminución neta de la superficie forestal. Por otro lado, las existencias en formación están aumentando por unidad de superficie a nivel mundial y en todas las regiones; pasó de 132 m³ por hectárea en 1990 a 137 m³ por hectárea en 2020. Las existencias en formación por unidad de área son más altas en los bosques tropicales de América del Sur y Central y África Occidental y Central.